# وزنه‌برداری در المپیک تابستانی ۱۹۲۰
وزنه‌برداری در بازی‌های المپیک تابستانی ۱۹۲۰ نام رویداد ورزش وزنه‌برداری در بازی‌های المپیک تابستانی بود که در سال ۱۹۲۰ برگزار شد. این مسابقات از ۵ بخش تشکیل شده بود که فقط برای مردان بود.
فرانسه توانست با کسب ۲ طلا و ۱ برنز برنده این مسابقات شود.

## مدال‌آوران
| بازی‌ها                     | طلا                     | نقره                    | برنز                   |
| Featherweight –60 kg       | فرانس ده هیس · بلژیک    | آلفرد اشمیت · استونی    | اوژن ریته · سوئیس      |
| Lightweight –67.5 kg       | آلفرد نئولند · استونی   | لوئی ویلیکه · بلژیک     | فلوریموند رومز · بلژیک |
| Middleweight –75 kg        | آنری گانس · فرانسه      | پیترو بیانکی · ایتالیا  | آلبرت پترشون · سوئد    |
| Light-heavyweight –82.5 kg | ارنست کادین · فرانسه    | فریتز هوننبرگر · سوئیس  | اریک پترشون · سوئد     |
| Heavyweight +82.5 kg       | فیلیپه بوتینو · ایتالیا | ژوزف آلزین · لوکزامبورگ | لویی برنو · فرانسه     |

## جدول مدال‌ها
| رتبه | کشور             | طلا | نقره | برنز | مجموع |
| ۱    | فرانسه (FRA)     | ۲   | ۰    | ۱    | ۳     |
| ۲    | بلژیک (BEL)      | ۱   | ۱    | ۱    | ۳     |
| ۳    | استونی (EST)     | ۱   | ۱    | ۰    | ۲     |
| ۳    | ایتالیا (ITA)    | ۱   | ۱    | ۰    | ۲     |
| ۵    | سوئیس (SUI)      | ۰   | ۱    | ۱    | ۲     |
| ۶    | لوکزامبورگ (LUX) | ۰   | ۱    | ۰    | ۱     |
| ۷    | سوئد (SWE)       | ۰   | ۰    | ۲    | ۲     |

## کشورهای شرکت کننده
- بلژیک (۷)
- چکسلواکی (۲)
- دانمارک (۵)
- مصر (۱)
- استونی (۳)
- فنلاند (۱)
- فرانسه (۱۰)
- بریتانیای کبیر (۲)
- یونان (۱)
- ایتالیا (۵)
- لوکزامبورگ (۳)
- هلند (۵)
- سوئد (۶)
- سوئیس (۲)